# Molophilus hyrcanus
Molophilus hyrcanus är en tvåvingeart som beskrevs av Evgenyi Nikolayevich Savchenko 1978. Molophilus hyrcanus ingår i släktet Molophilus och familjen småharkrankar.
Artens utbredningsområde är Azerbajdzjan. Inga underarter finns listade i Catalogue of Life.